# Magirus
Magirus è stato un produttore tedesco di mezzi antincendio, fondato da Conrad Dietrich Magirus. È confluita nella Magirus GmbH.

## Storia
Conrad Dietrich Magirus inventò la scala girevole, chiamata Magirus Leiter, che divenne ben presto un attrezzo essenziale negli equipaggiamenti dei vigili del fuoco di tutto il mondo.
Nel 1864, Magirus fondò l'azienda Gebr Eberhardt offene Handels- und Kommanditgesellschaft con i fratelli Eberhardt, per il commercio di dispositivi antincendio.
Dopo esser entrato in disaccordo con loro, Magirus fondò nel 1866 la Feuerwehr-Requisiten-Fabrik C.D. Magirus, con sede alla Ulmer Promenade Nr. 17.
Nel 1873 Magirus creò la Ulmer Leiter (alta 14 m e girante su una piattaforma) che fu presentata all'esposizione mondiale Weltausstellung dello stesso anno a Vienna, vincendo una medaglia d'oro.
Nel 1883 entrò nell'azienda il figlio maggiore di Magirus, Heinrich.
Nel 1887 Magirus lasciò l'azienda ai figli Heinrich, Otto e Hermann che nel 1909 rinominarono l'azienda in Feuerwehrgeräte- und Fahrzeugfabrik C. D. Magirus che l'8 luglio 1911 diventò C. D. Magirus AG.
I primi veicoli Magirus furono trainati da cavalli, poi vennero applicati motori a vapore, a combustione interna e successivamente Diesel.
Durante la prima guerra mondiale, nel 1916, Magirus fornì un autocarro da 3 tonnellate per l'esercito.
Alla fine della guerra, calò la richiesta di veicoli e i 3.000 dipendenti dovettero essere ridotti. Cambiò anche la produzione, che venne indirizzata verso rimorchi e carri merci.
Dall'ottobre 1919 al 1926 vennero costruiti veicoli con Dux, Presto-Werke e Vomag che assieme crearono la Deutscher Automobil-Konzern (DAK).

### Storia del marchio
Con la Grande Depressione la produzione calò, infatti i motori a benzina impiegati fino ad allora erano prodotti dalla Maybach-Motorenbau GmbH e dalla statunitense Continental Motors, perciò dal 1929 al 1931 la Magirus produsse un proprio motore.
Nel 1932 una crisi finanziaria dell'azienda spinse la Magirus verso altri costruttori e nel 1935 la Humboldt-Deutz Motorenfabrik di Colonia si interessò ad essa, e nel marzo 1936 nacque la Humboldt-Deutz AG.
Il logo di Magirus era una M stilizzata con tre punte acuminate che rappresentavano la cattedrale di Ulma e tale particolarità è stata mantenuta nel tempo anche dopo i vari cambiamenti avvenuti nella storia della società.
Dal 1940 il marchio Magirus non venne più usato da solo, il nuovo logo fu la scritta Klöckner-Deutz.
Nel 1944 la Klöckner-Humboldt-Deutz creò il primo motore Diesel con raffreddamento ad aria.
Durante la seconda guerra mondiale alcuni esemplari di Magirus vennero modificati per poter costituire i cosiddetti Gaswagen.
Nel 1949, anno della rifondazione postbellica, il marchio diventò Magirus-Deutz e nel 1975 Magirus-Deutz fu acquisita da Iveco e nel 1983 l'azienda, separata dalla Deutz AG, diventò Magirus GmbH all'interno di Iveco.
Nel 1996 fu creata la Iveco Magirus e nell'autunno 2013 Iveco Magirus diventa nuovamente autonoma come Magirus GmbH, con un nuovo logo e controllata al 100% dalla CNH Industrial.
Il 3 gennaio 2022, in conseguenza della scissione delle attività relative ai veicoli industriali ed autobus da CNH Industrial, Magirus GmbH rimane il marchio specializzato in veicoli e attrezzature antincendio di Iveco Group.
Il 3 gennaio 2025, il fondo tedesco Mutares diventa proprietario della società.

## Galleria d'immagini

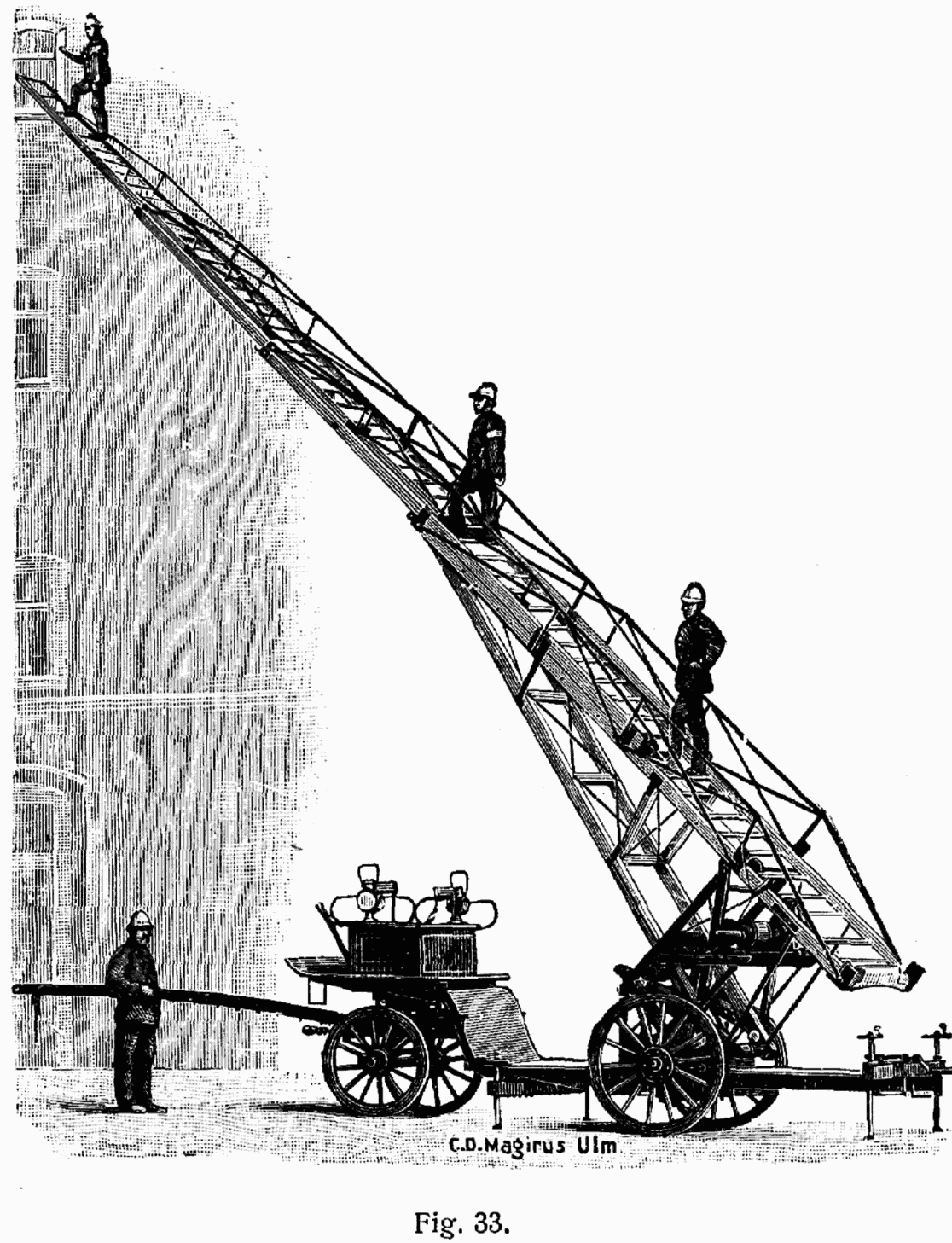
Scala su carro trainato da cavalli del 1904
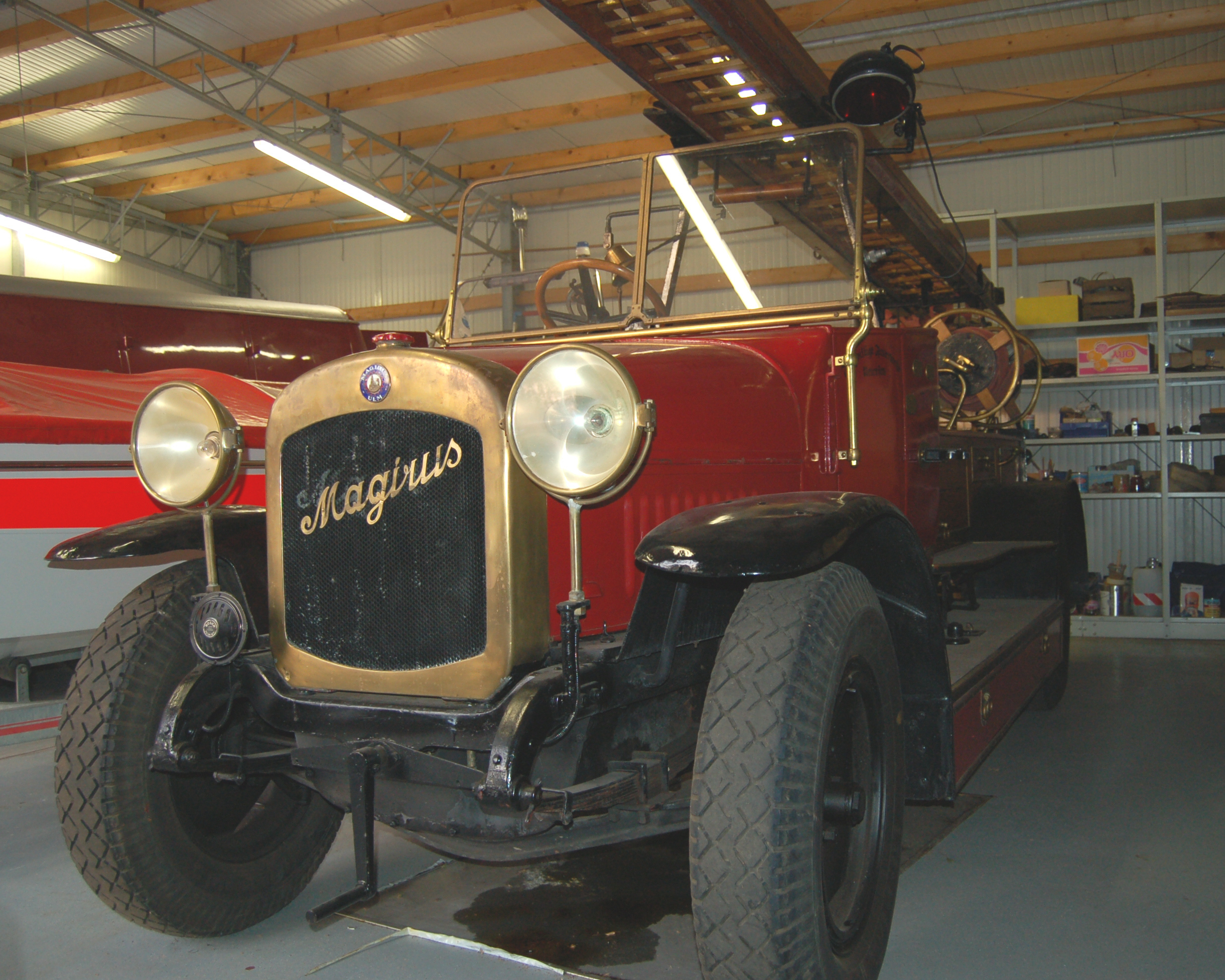
Magirus Bayern del 1923
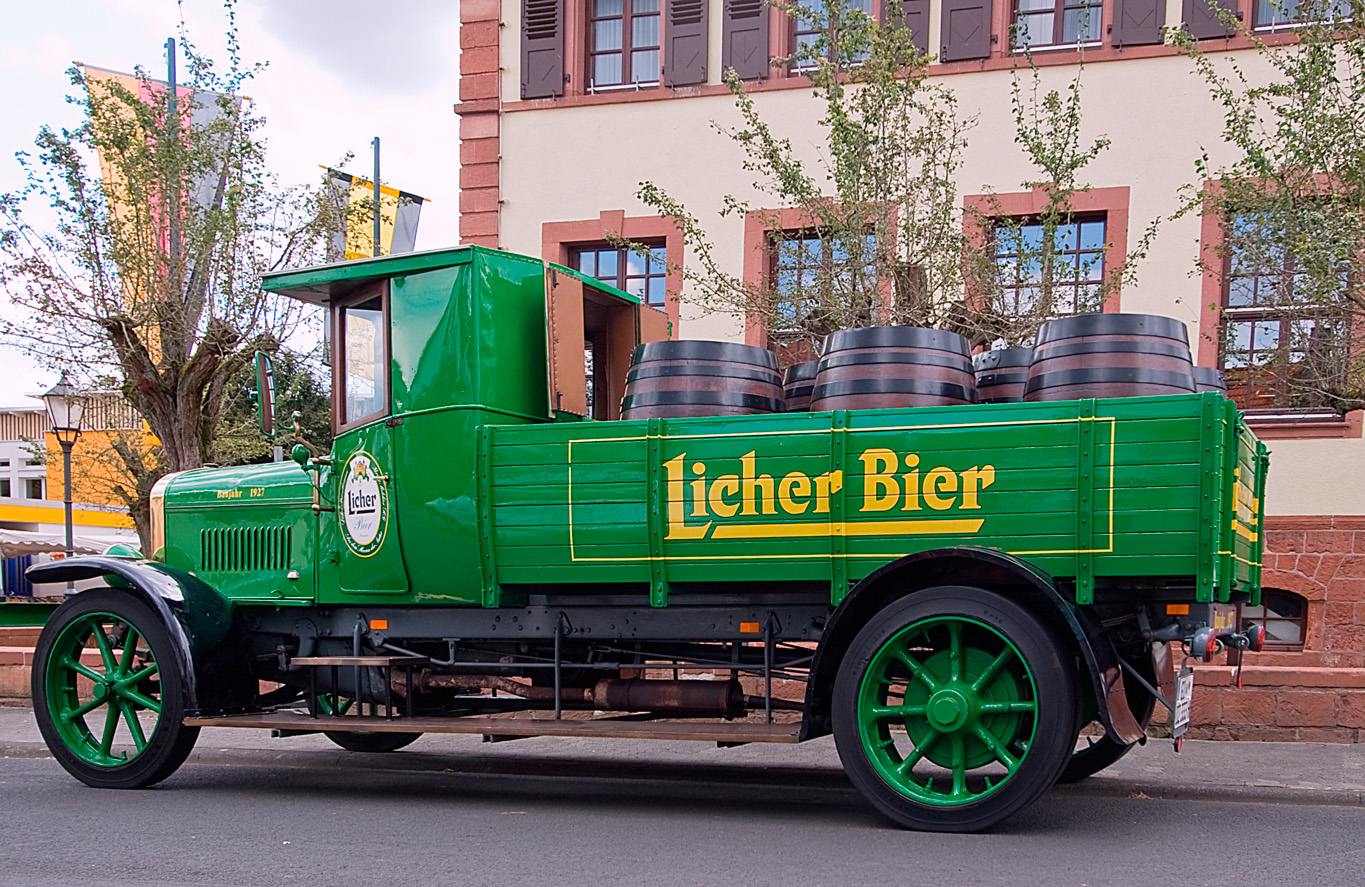
Magirus Lastkraftwagen del 1927
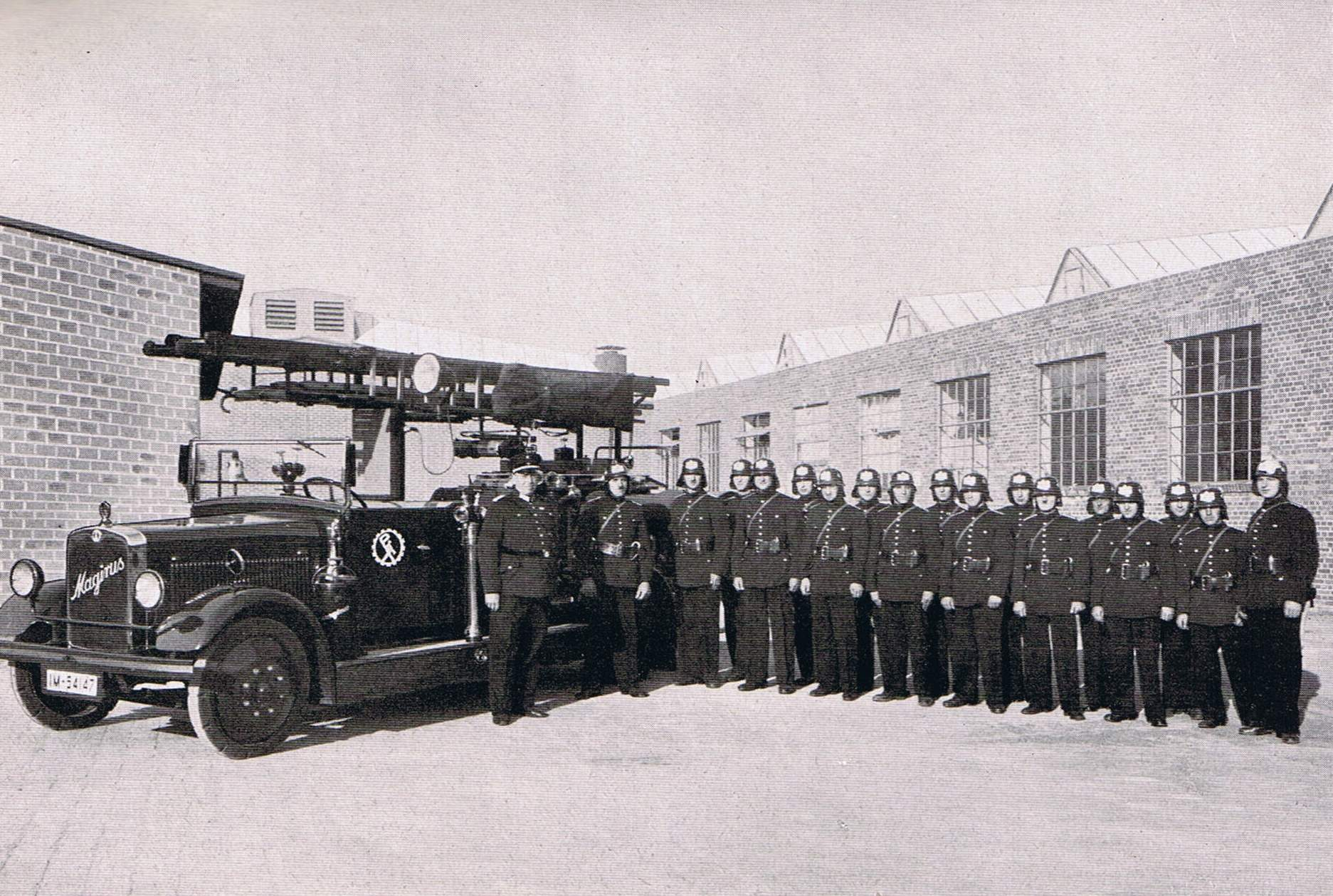
Pompieri a lato di un Magirus nel 1935
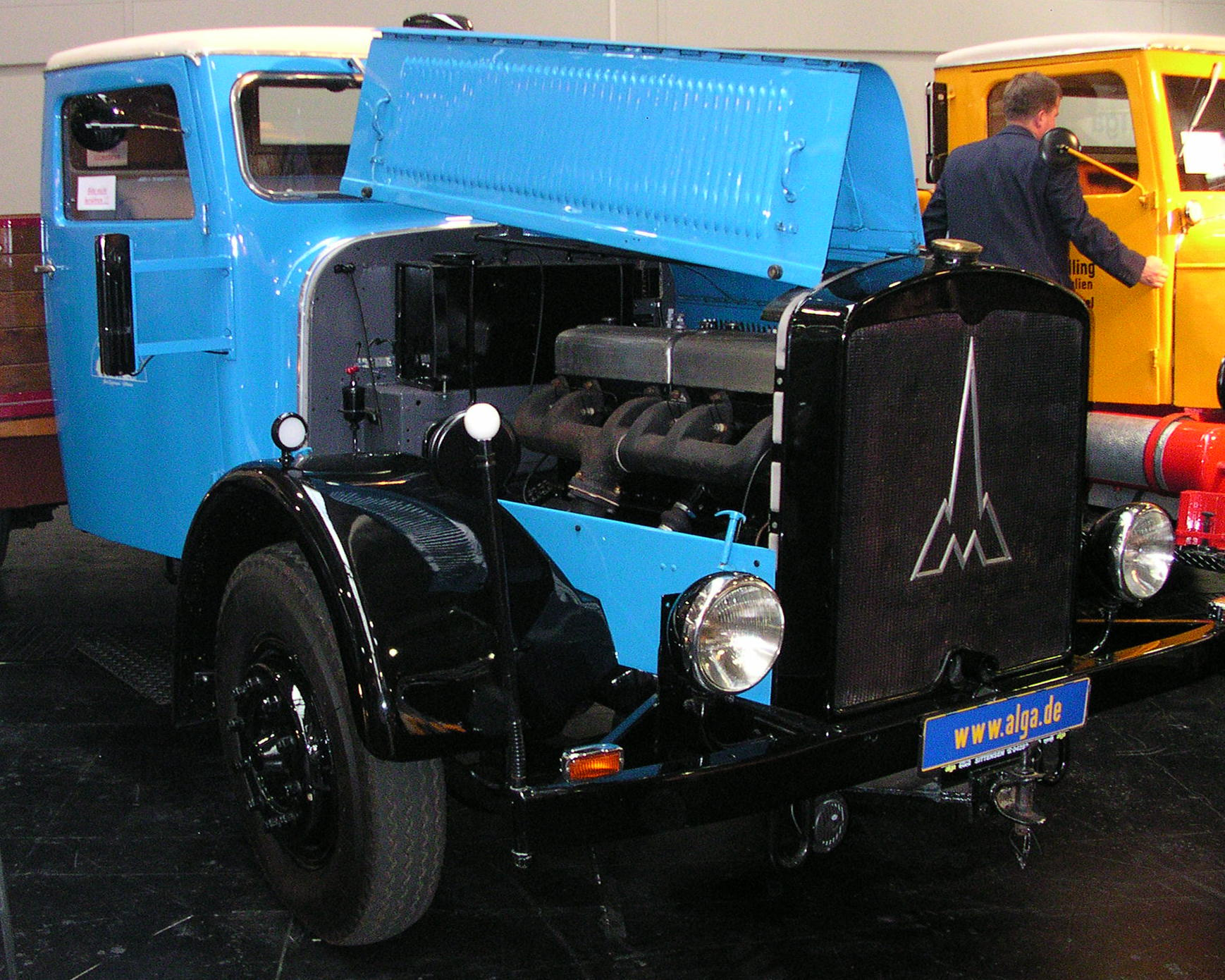
Magirus M40 del 1939
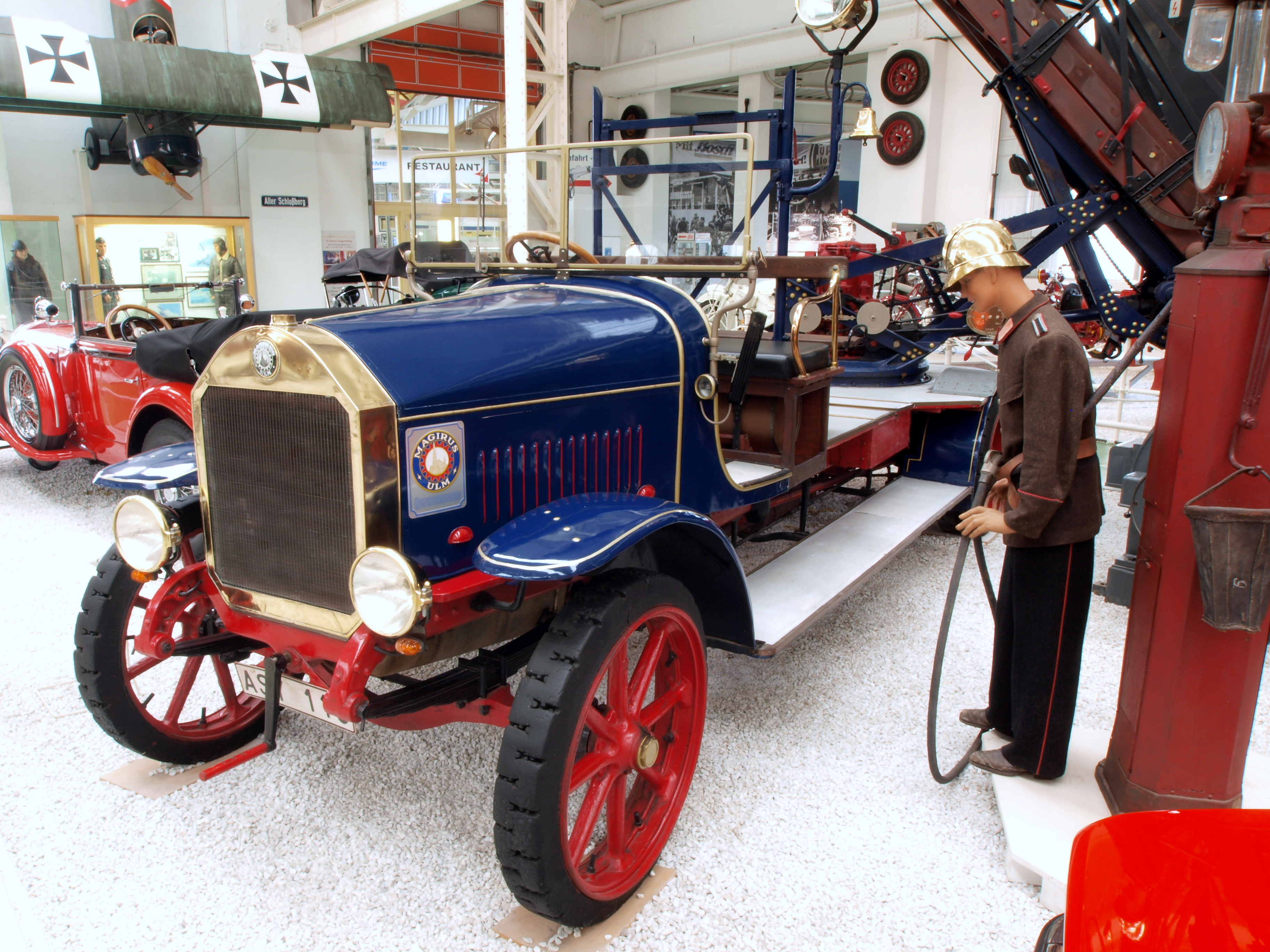
Magirus Lastkraftwagen
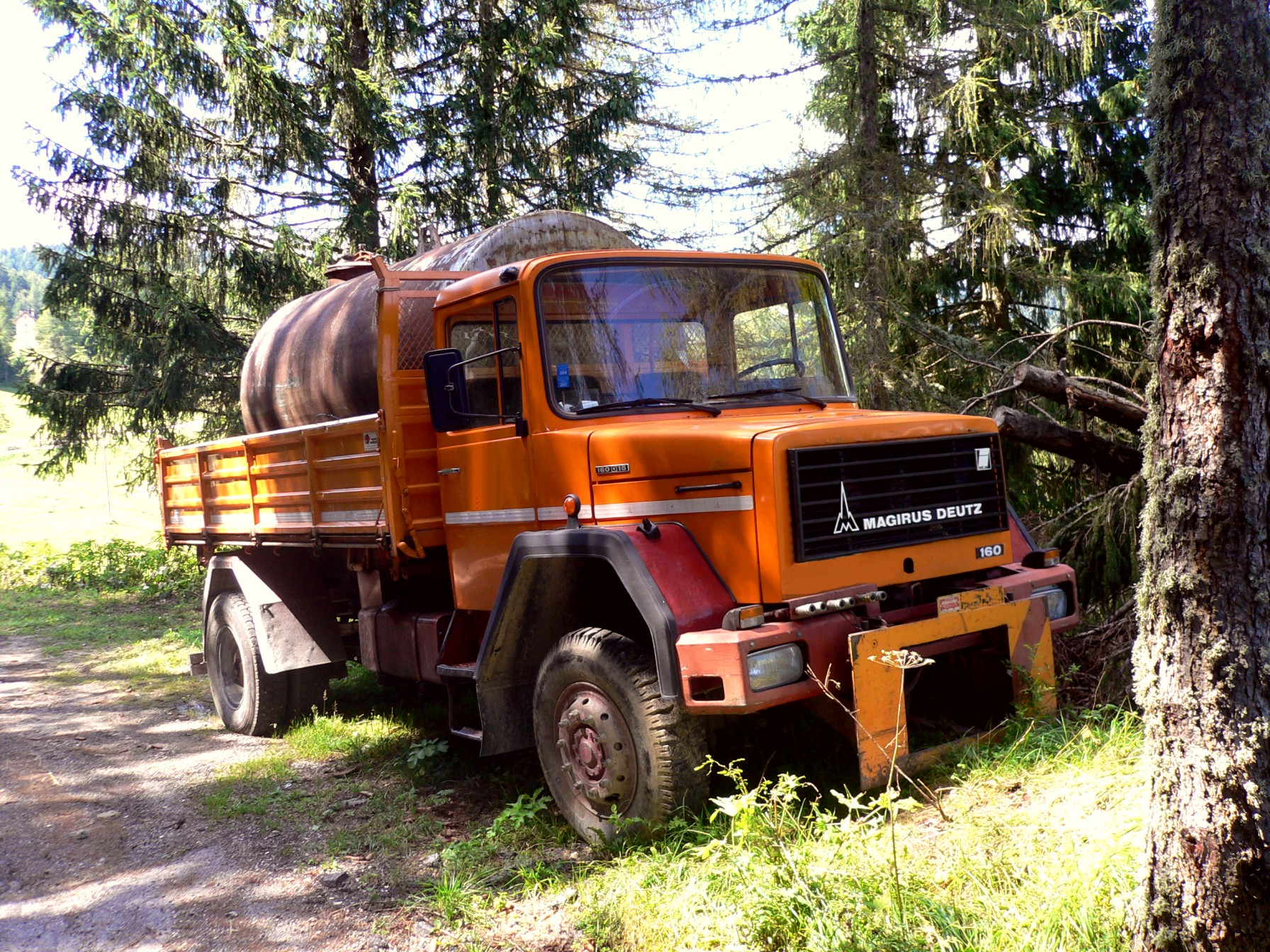
Magirus-Deutz 160 D 15
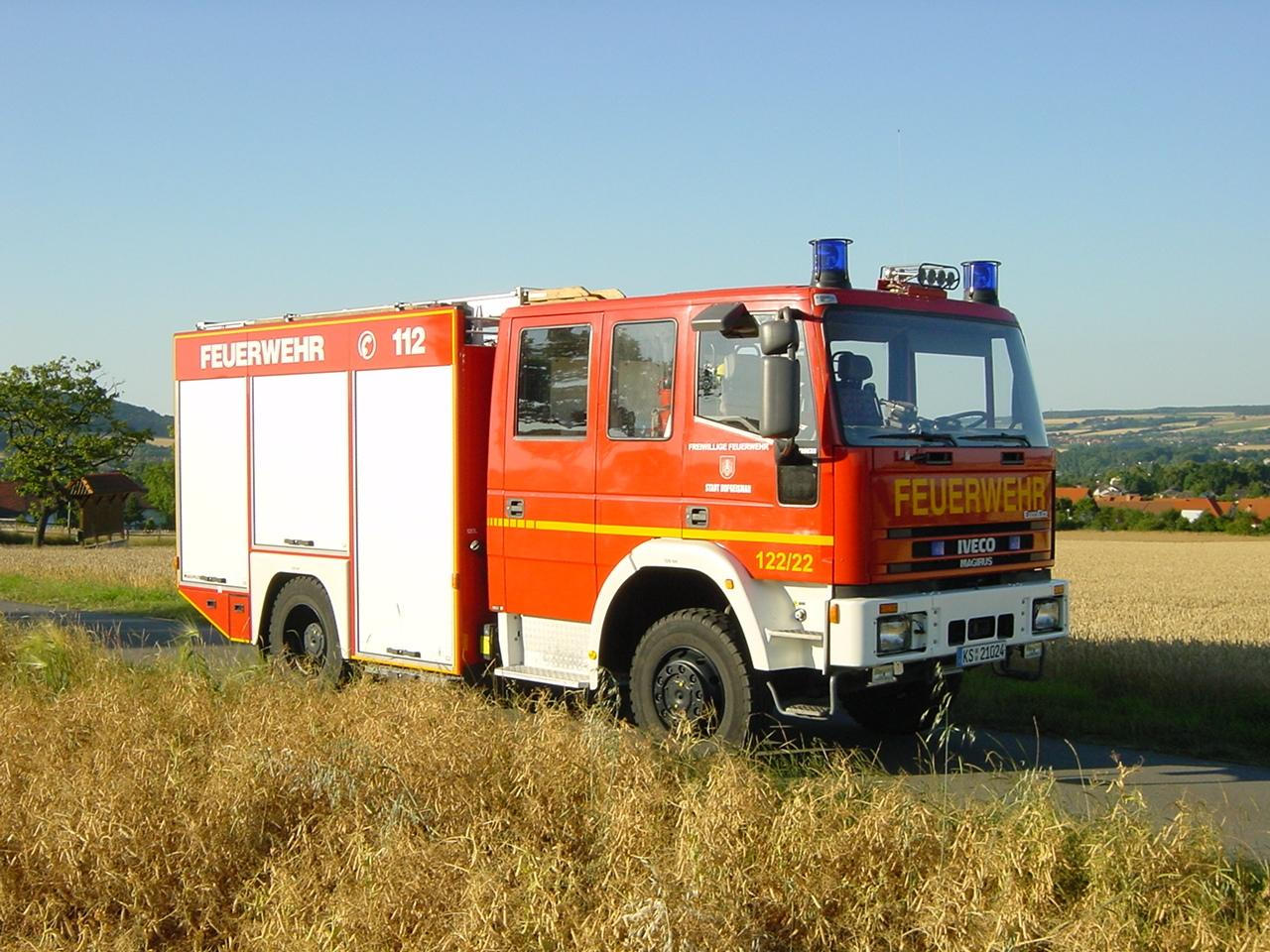
Autopompa Iveco Magirus
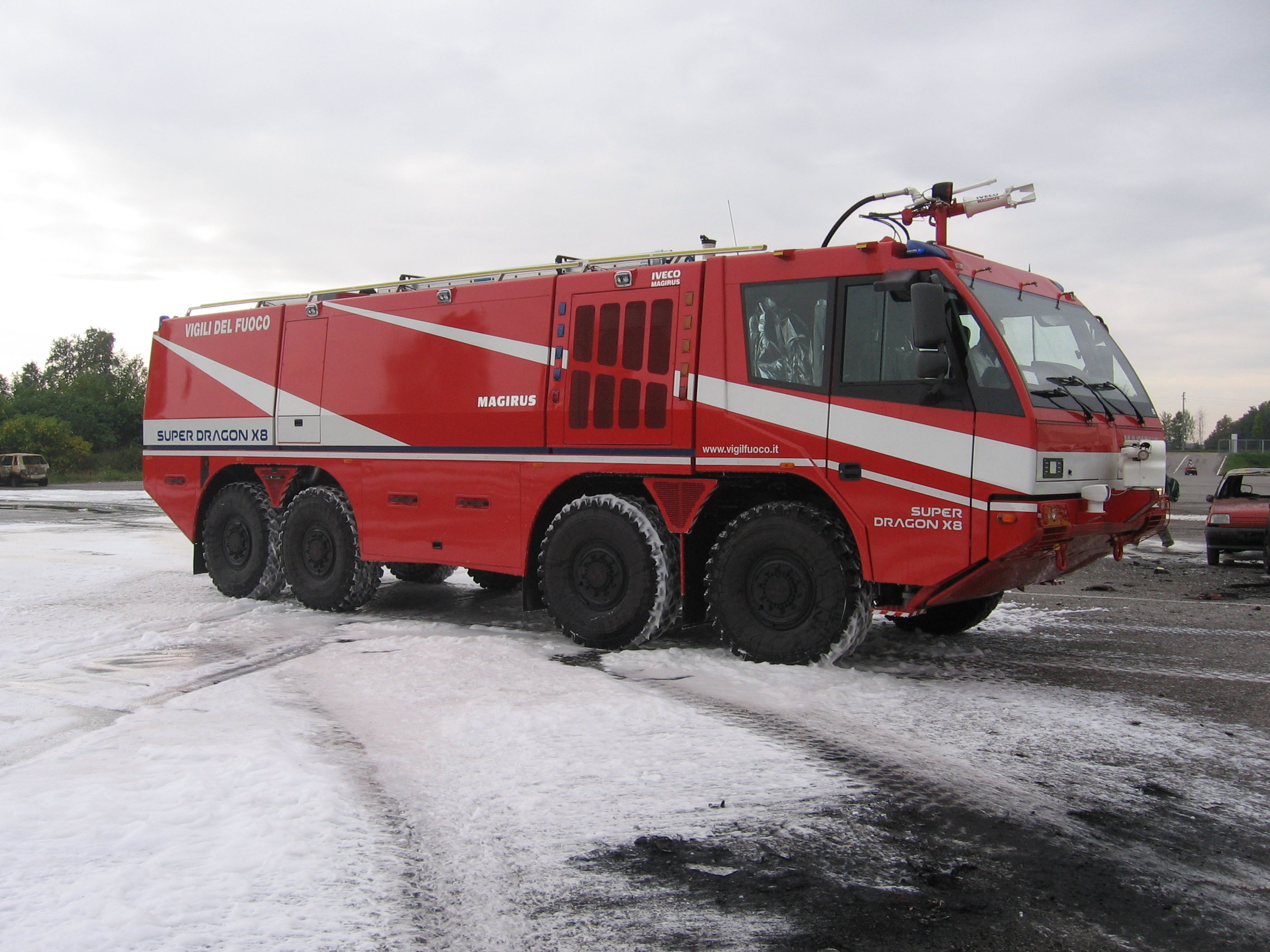
Iveco Magirus Super Dragon X8
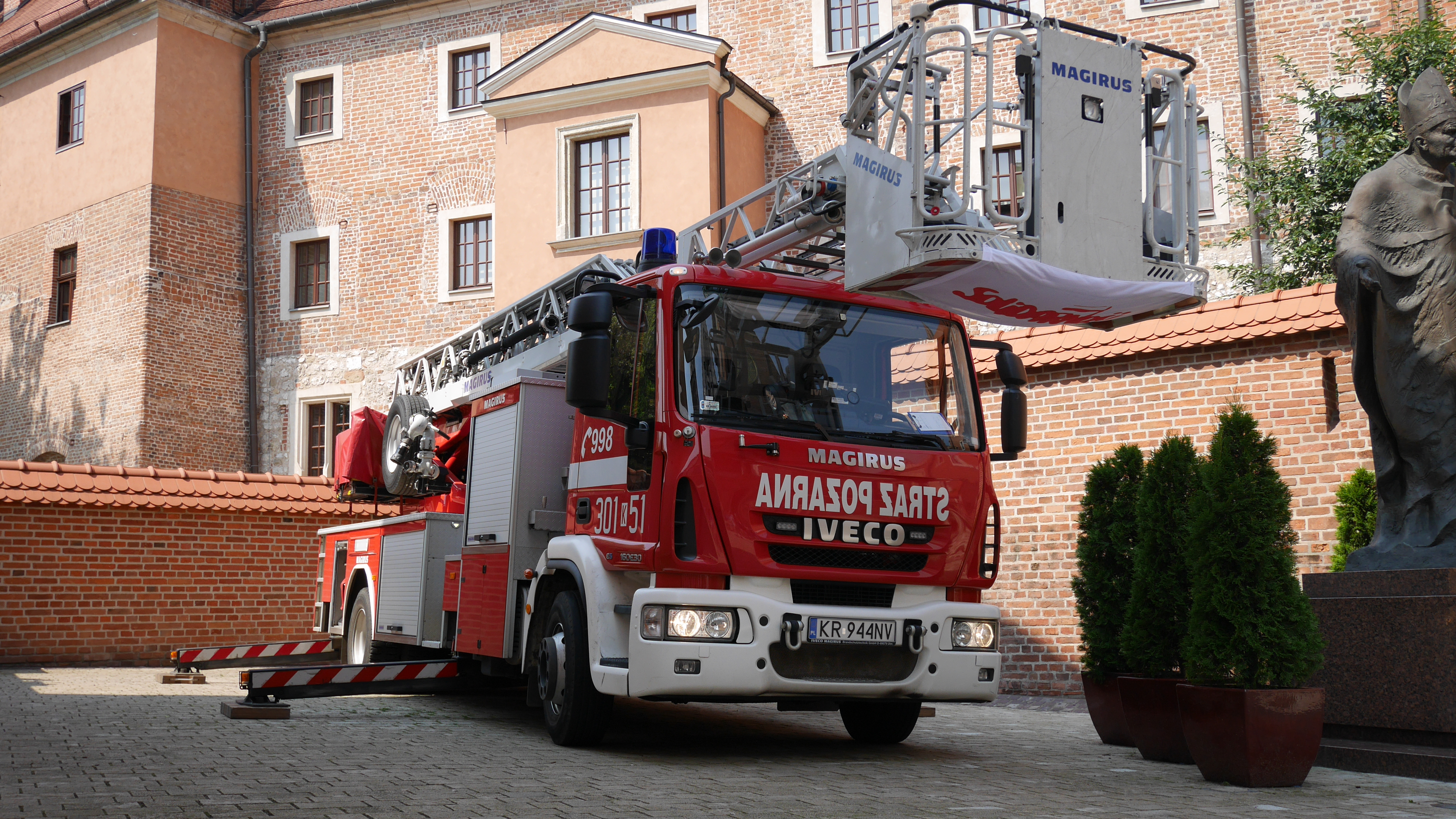
Magirus SD-30 160E30